# ژیروند
ژیروند (به فرانسوی: Gironde) سی و سومین شهرستان فرانسه است. شهرستان ژیروند در جنوب غربی این کشور قرار دارد. این شهرستان ساحلی زیرمجموعه ناحیه ناحیه آکیتن می‌باشد. مساحت این شهرستان ۱۰٬۰۰۰ کیلومتر مربع و جمعیت آن ۸۹۶٬۴۴۱ نفر است. این شهرستان در خلال انقلاب فرانسه بر پا گردید.ساحل کوت‌آرژون واقع در این شهرستان بسیار معروف می‌باشد و از جاذبه‌های گردشگری این شهرستان محسوب می‌شود.

## نگارخانه

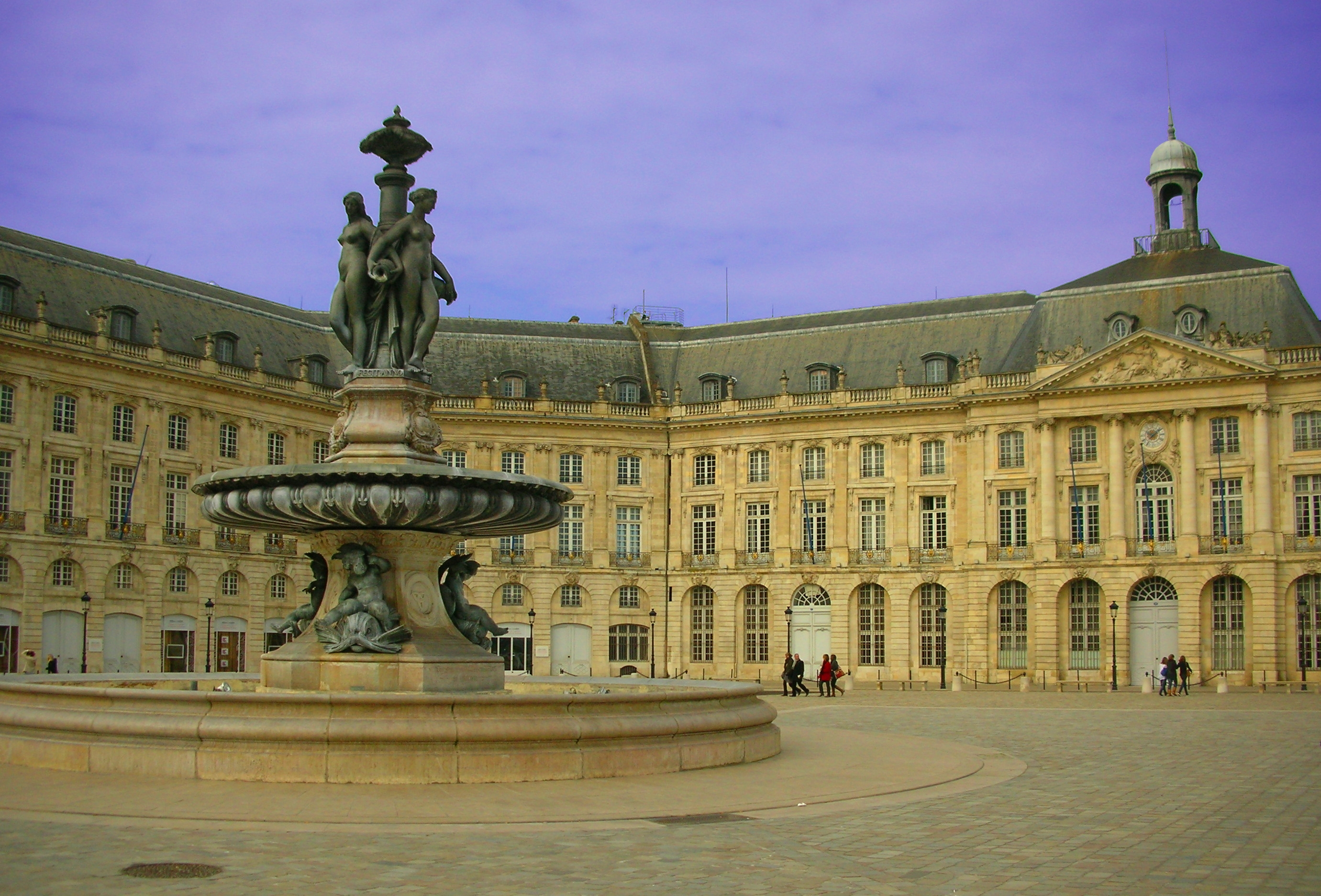
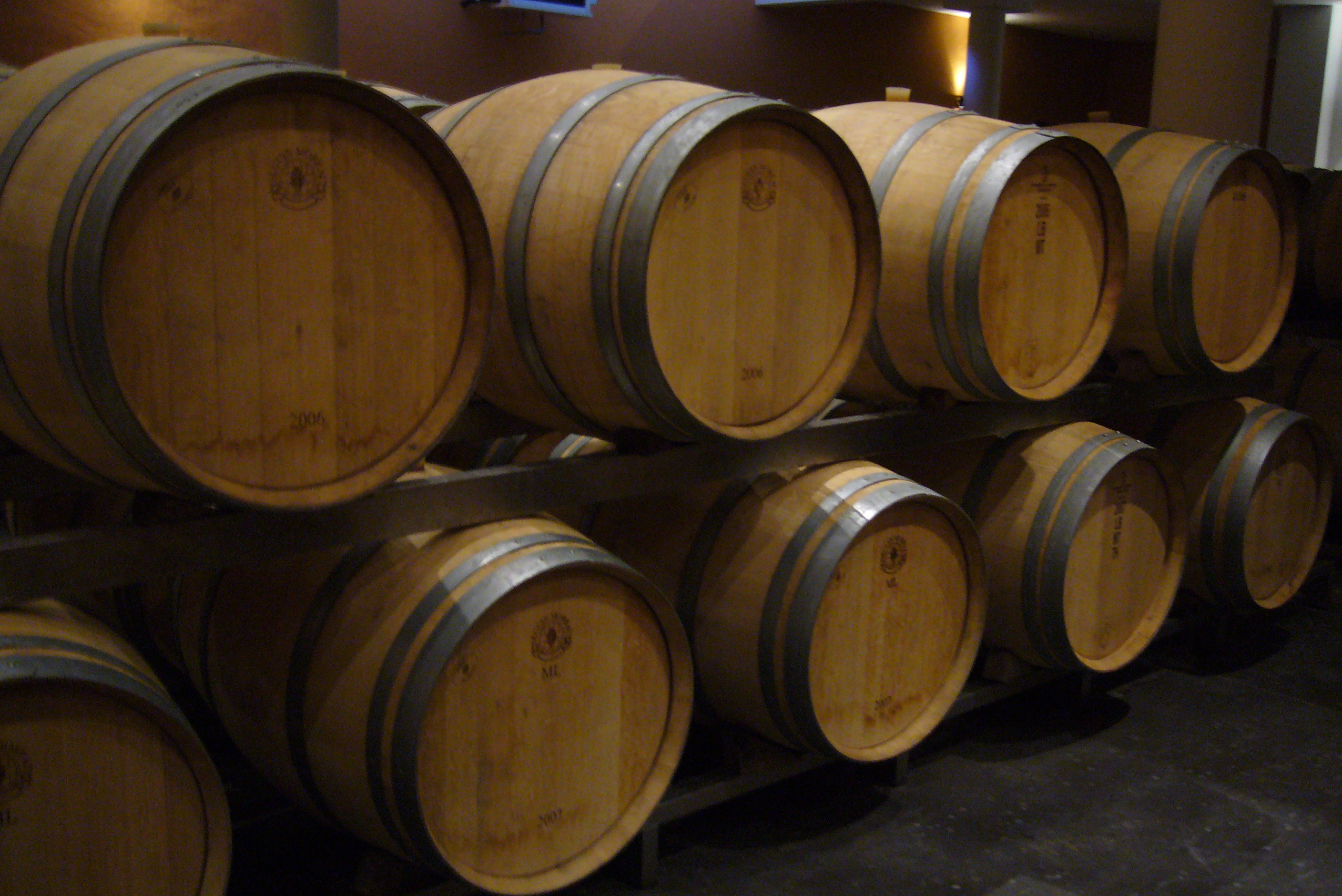
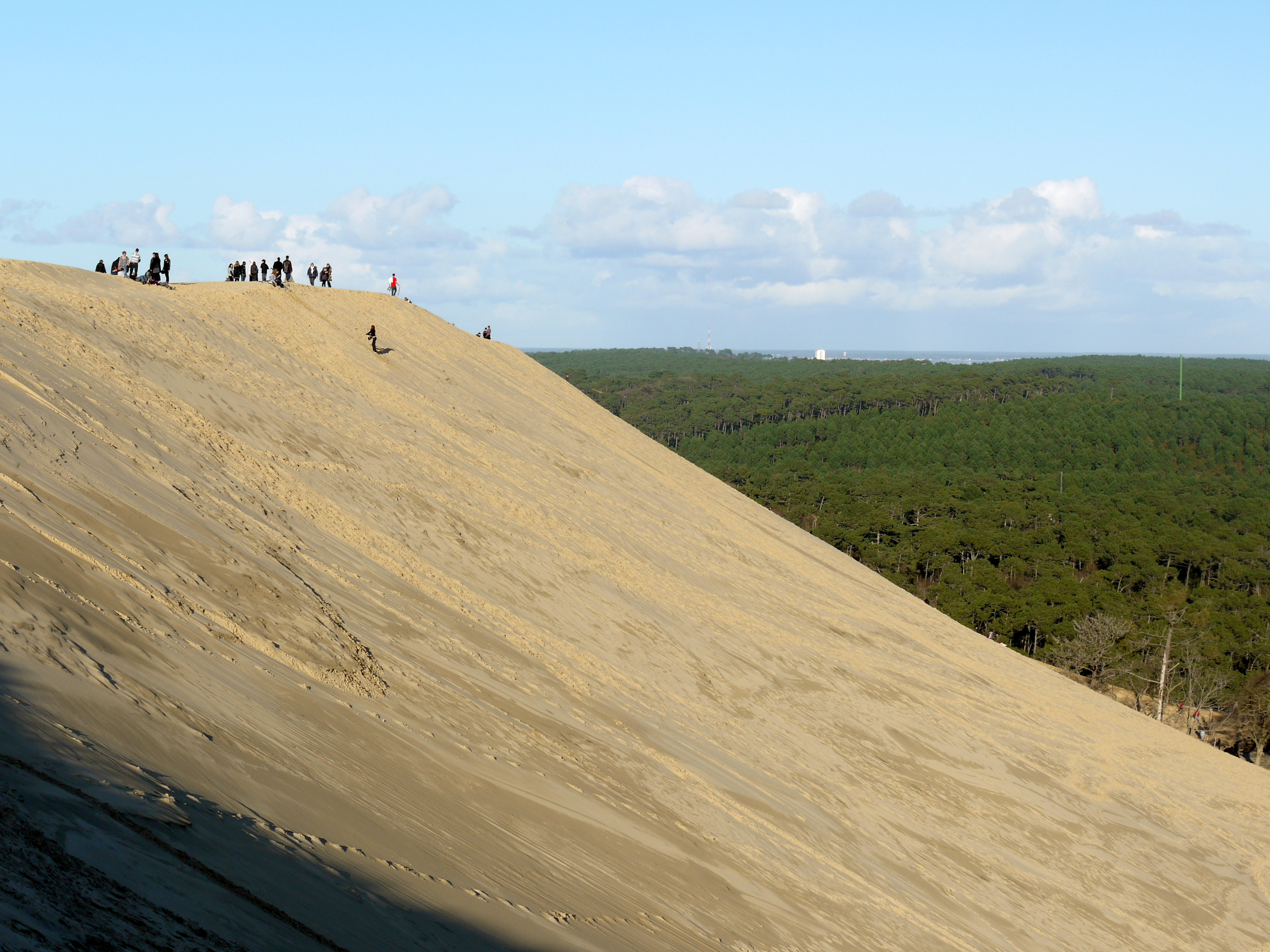
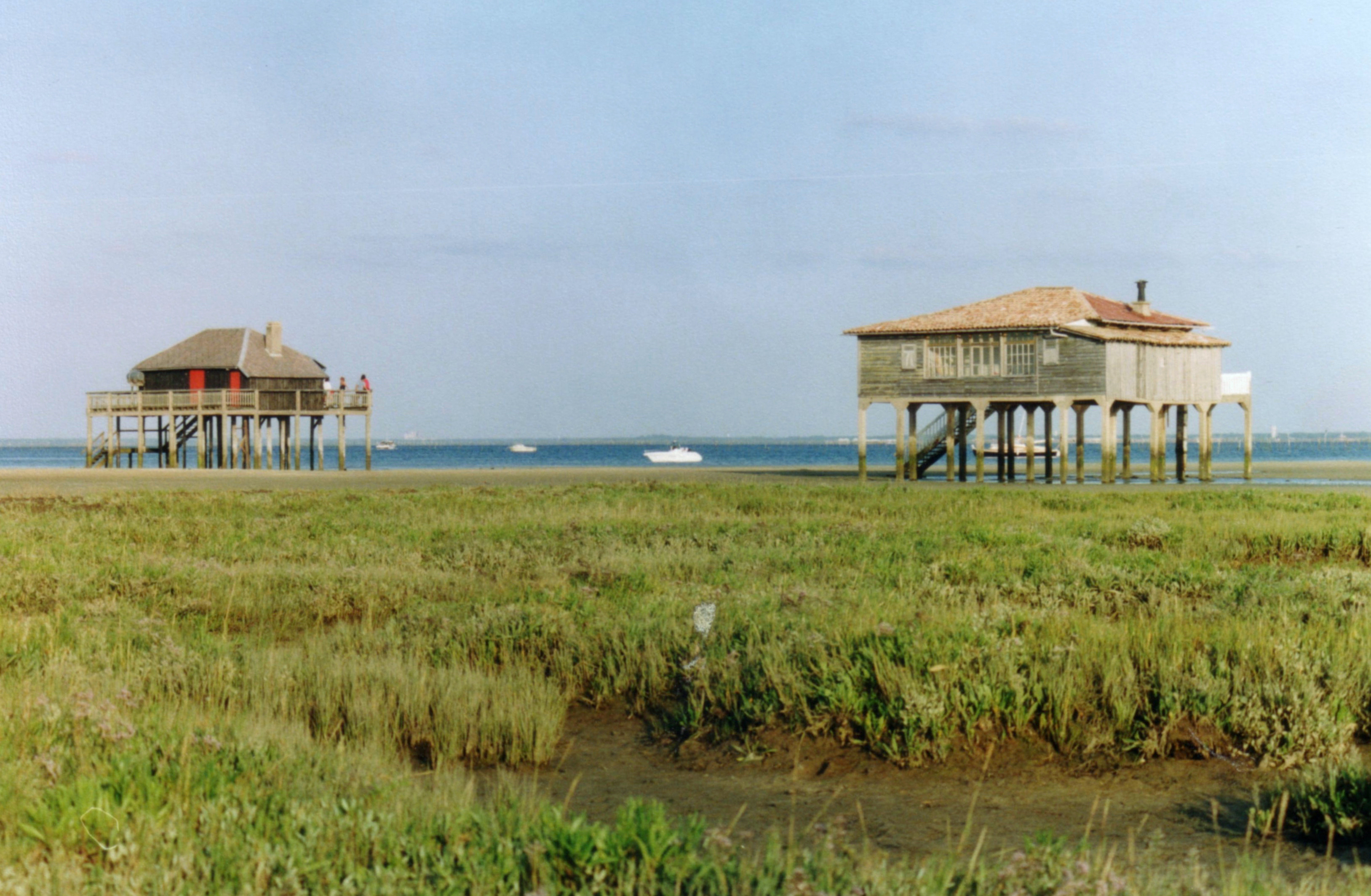
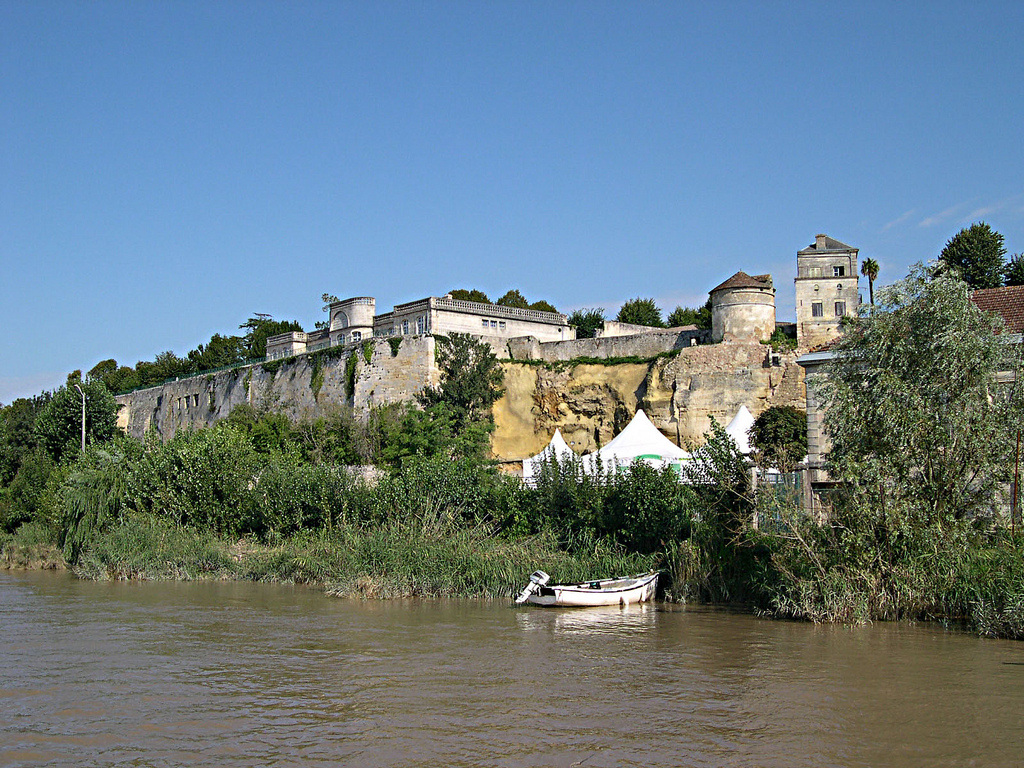
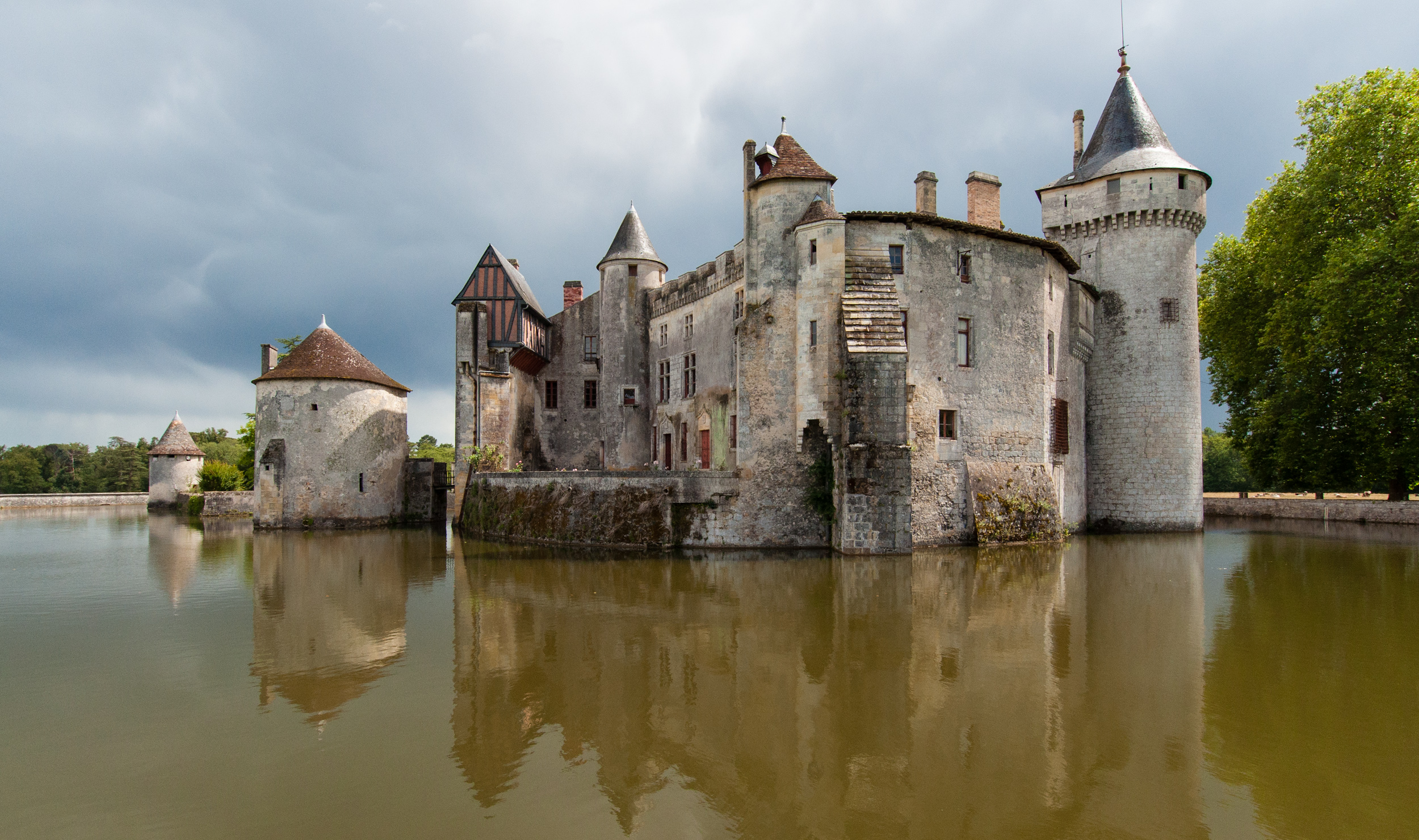
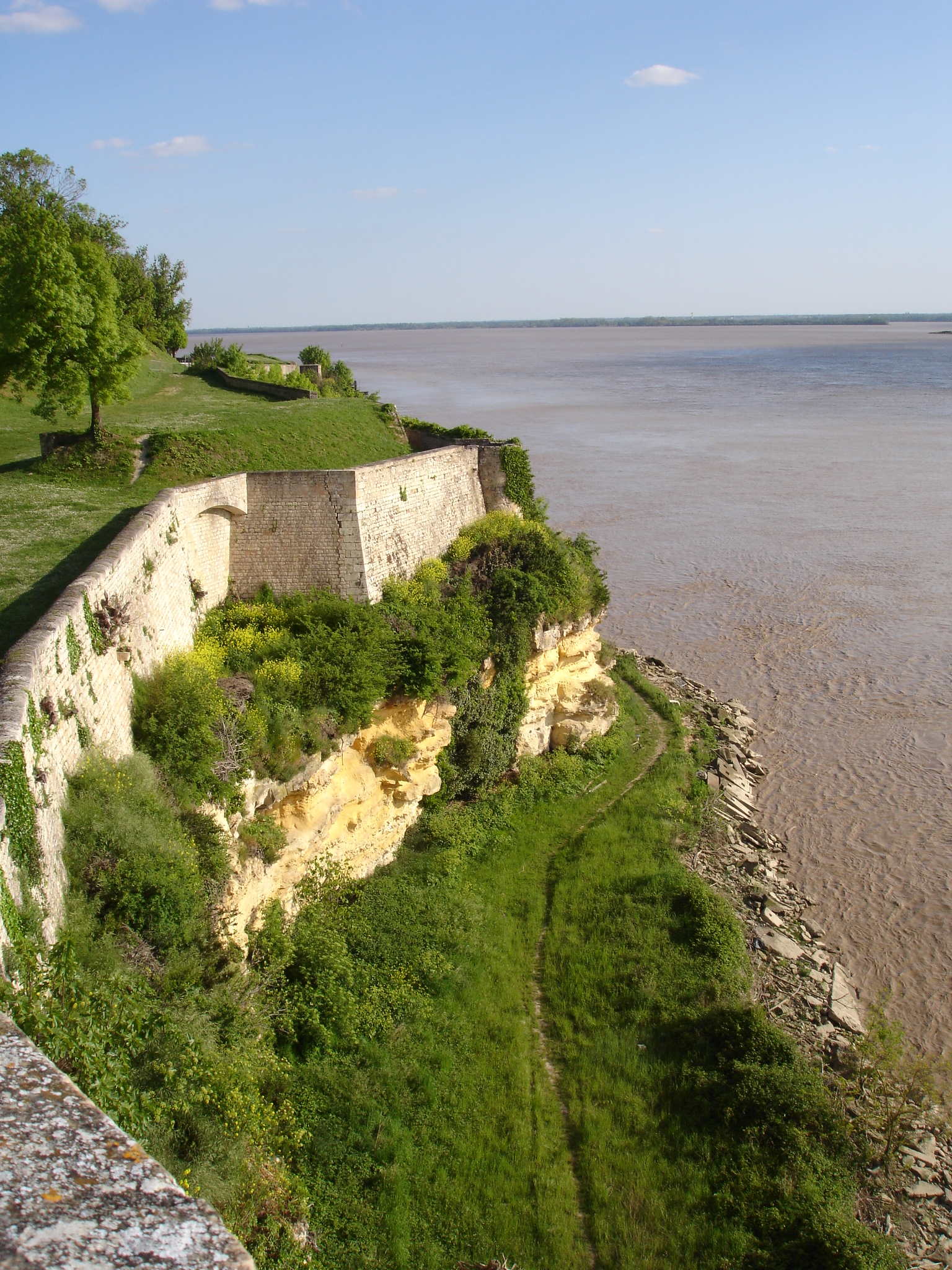